# Отражающая кожа
«Отражающая кожа» (англ. The Reflecting Skin) — британско-канадский драматический фильм 1990 года режиссёра и сценариста Филипа Ридли. Главные роли исполнили Джереми Купер, Вигго Мортенсен и Линдси Дункан. В основе сюжета — история взросления мальчика, живущего в 1950-х годах в сельской глубинке штата Айдахо. В фильм вплетены элементы вампиризма, сюрреализма, чёрной комедии, символизма и религиозного фанатизма. Большая часть действия происходит на открытом воздухе вокруг полуразрушенных ферм и пшеничных полей; идиллический солнечный свет в кадре контрастирует с тёмными тайнами и упадничеством героев.
Премьера фильма состоялась в мае 1990 года в конкурсной программе 43-го Каннского кинофестиваля. 

## Сюжет
Восьмилетний Сет Дав живёт в американской глубинке в 1950-х годах. Вместе со своими друзьями Эбеном и Кимом он забавляется с лягушкой, найденной в поле. Мальчики надувают лягушку, вставляя в её анальное отверстие тростник, и оставляют её на обочине дороги. Когда местная вдова-англичанка Дельфина Блю останавливается, чтобы посмотреть на неё, Сет стреляет в надутую лягушку из рогатки, в результате чего она взрывается рядом с Дельфиной, заливая её кровью.
Сет возвращается на маленькую бензоколонку, где живёт со своей грубой матерью Рут и замкнутым и неприкаянным отцом Люком. Старший брат Сета Кэмерон находится на военной службе в Тихом океане (Рут говорит, что сын служит на «красивых островах»). Сет заправляет бензином чёрный «кадиллак», на котором разъезжают четверо загадочных молодых людей, которые обещают скоро вернуться.
Сет по настоянию матери отправляется в дом Дельфины, чтобы извиниться за проделку с лягушкой. Дельфину преследуют воспоминания о погибшем муже, который повесился в амбаре по неизвестным причинам через неделю после их свадьбы. Сет, окруженный артефактами из китобойного прошлого семьи её мужа, буквально воспринимает некоторые из её высказываний (так, Дельфина утверждает, что ей «двести лет»). Узнав от своего отца о вампирах, Сет начинает верить, что Дельфина является кровопийцей.
После пропажи Эбена Сет и Ким отправляются в дом Дельфины, поскольку Сет считает её виновной в исчезновении Эбена. Они поднимаются в спальню Дельфины и уничтожают её вещи. Они слышат, как Дельфина возвращается в дом. Мальчики начинают подглядывать за ней, когда она сидит на стуле, стонет и трогает себя. Застигнутые врасплох, мальчики кричат и выбегают на улицу. Сет видит тот же самый чёрный «кадиллак», что и раньше, после чего бежит домой и находит труп Эбена, плавающий в цистерне с водой. Местные власти считают, что в совершении преступления виновен отец Сета, Люк, который много лет назад был уличен с гомосексуальной связи с несовершеннолетним. Люк обливает себя бензином, а затем поджигает.
Кэмерон возвращается домой, чтобы позаботиться о своем брате Сете, так как Рут впала в шок после самосожжения мужа. Во время посещения могилы Сета Камерон встречает Дельфину, и, к ужасу Сета, между ними вспыхивает роман. В соседнем сарае Сет и Ким обнаруживают мертвый человеческий эмбрион, который Сет забирает с собой домой, считая, что это Эбен, воплотившийся в падшего ангела. Кэмерон показывает Сету фотографию младенца, умирающего от радиационного облучения, которая одновременно завораживает и настораживает Сета. На следующий день Сет идет за Кэмероном в дом Дельфины, где наблюдает, как Кэмерон эмоционально признается Дельфине в своей причастности к экспериментам с атомной бомбой. Камерон и Дельфина начинают заниматься любовью; выбежав в ужасе из дома, Сет становится свидетелем того, как мужчины в «кадиллаке» похищают Кима.
Здоровье Кэмерона начинает ухудшаться из-за лучевой болезни, симптомы которой Сет приписывает вампиризму Дельфины. На следующий день обнаруживают тело Кима, а правоохранительные органы по-прежнему считают, что Люк жив и несёт ответственность за эти преступления. По мере того как Кэмерон и Дельфин сближаются и планируют сбежать вместе, Сет сосредотачивает свою ярость на Дельфине. Ночью он советуется с «ангелом Эбеном», как с ней поступить. На следующий день, когда Дельфина ожидает попутку, он не предупреждает Дельфину об угрозе, исходящей от мужчин в чёрном «кадиллаке». На поле находят тело Дельфины, и Кэмерон сходит с ума от горя на глазах у Сета. Осознав, что он сломал жизнь брату, Сет бежит на ближайшее поле и в ярости кричит под лучами заходящего солнца.

## В ролях
- Джереми Купер — Сет Дав
- Вигго Мортенсен — Кэмерон Дав
- Линдси Дункан — Дельфин Блю
- Шейла Мур — Рут Дав
- Дункан Фрейзер — Люк Дав
- Дэвид Лонгворт — Джошуа
- Роберт Кунс — шериф Тикер
- Дэвид Блум — помощник шерифа
- Эван Холл — Ким
- Коди Лукас Уилби — Эбен
- Шерри Би — Кэсси
- Джейсон Вулф — водитель «кадиллака»
- Дин Хасс — пассажир
- Гай Буллер — пассажир
- Джейсон Браунлоу — пассажир
- Джефф Уокер — Адам Блю
- Джойс Роббинс — близняшка
- Жаклин Роббинс — близняшка

## Производство
На написание сценария фильма «Отражающая кожа» Филипа Ридли вдохновила созданная им во время учёбы в Школе искусств Святого Мартина серия художественных работ под названием «Американская готика». «В детстве я читал много американской литературы и смотрел много американских фильмов, поэтому в фильме «Отражающая кожа» я создал сказочный детский взгляд на то, какой я представлял себе Америку — это своего рода мифический мир, где парни похожи на Марлона Брандо и Элвиса Пресли, действие происходит на пшеничном поле, и всё это выглядит как американская готика. Сняв две короткометражки («В гостях у мистера Бика» и «Вселенная Дермота Финна») и завершив сценарий к фильму «Братья Крэйс» (режиссёр Питер Медак), Ридли получил 1,5 миллиона долларов от BBC, British Screen и Zenith Productions на съёмки «Отражающей кожи», которые проходили в Кроссфилде, Альберта, Канада.
При сотрудничестве с оператором-постановщиком Диком Поупом Ридли руководствовался творчеством американских живописцев-реалистов (включая Эндрю Уайета и Эдварда Хоппера) для создания гиперреалистичного видения «мифического, галлюциногенного лета в жизни ребёнка», причем Ридли лично окрашивал пшеничные поля в более яркий жёлтый цвет и проводил натурные съёмки в «волшебный час», «когда солнце было самым ярким и золотым». В одной из своих первых главных ролей в фильме снялся Вигго Мортенсен.

## Восприятие
Премьера фильма «Отражающая кожа» состоялась на 43-м Каннском кинофестивале в 1990 году, где критики объявили его «déjà unculte» («уже культовым») ещё до того, как они покинули зал. Молва о фильме, особенно о пресловутой «взрывающейся лягушке» в начале, была настолько сильна, что пришлось назначить дополнительные показы, чтобы удовлетворить спрос.
Хотя некоторые критики возмущались «ненормальными ситуациями и нездоровыми персонажами», среди наиболее известных поклонников «Отражающей кожи» был Роджер Эберт, который сказал, что фильм «напомнил мне «Синий бархат» и другие работы Дэвида Линча, но я думаю, что он лучше… Это не совсем про Америку, это про кошмары, и мне нелегко это забыть». В статье для Rolling Stone Питер Трэверс написал, что «Ридли — провидец, и его захватывающий фильм, снятый Диком Поупом, оказывает гипнотическое воздействие». Кевин Томас из Los Angeles Times назвал этот фильм «потрясающим фильмом, наполненным самоотверженной, яркой игрой и пронизанным чёрным юмором, который на каждом шагу рискует вывести из себя, но при этом настолько вдохновляющими и контролируемым, что ему все сходит с рук».
В последние годы «Отражающая кожа» была переоценена как «один из важнейших гибридов арт-хауса и фильма ужасов за последние несколько десятилетий». На агрегаторе рецензий Rotten Tomatoes рейтинг одобрения составляет 88% на основе 17 обзоров со средней оценкой 7/10. В 2015 году на Twitchfilm в обзоре отреставрированного фильма Джейсон Горбер охарактеризовал его как «странный, временами замечательный фильм, который оставляет больше вопросов открытыми, нежели даёт ответы. Его изысканность и актёрская игра сочетаются таким образом, что десятилетия спустя кажутся уникальными». В статье для The Guardian Роуэн Ригелато назвал его «потрясающе красивым… готическим шедевром, который часто упускают из виду». На телеканале BBC News Марк Кермод, делая обзор выпуска «Отражающей кожи» на Blu-ray, сказал: «Филип Ридли — выдающийся режиссер… Действительно странное, интересное, тревожное, загадочное произведение, которое спустя много лет нашло свою аудиторию. Вот как выглядит настоящий культовый фильм».

## Награды и номинации
На Международном кинофестивале в Локарно 1990 года Ридли получил три награды: премию CICAE, премию ФИПРЕССИ и «Серебряного леопарда». На Международном кинофестивале в Ситжесе (Каталония) 1990 года Линдси Дункан завоевала награду за лучшую женскую роль, а Дик Поуп — за лучшую операторскую работу. На Стокгольмском кинофестивале 1990 года Ридли получил приз ФИПРЕССИ.